# Luftwaffenkommando VIII
Das Luftwaffenkommando VIII war eine Kommandobehörde der Luftwaffe der Wehrmacht im Zweiten Weltkrieg.

## Geschichte
Das Luftwaffenkommando VIII ging am 29. April 1945 aus dem umbenannten VIII. Fliegerkorps und dem Luftgaukommando VIII hervor. Das Hauptquartier lag in Hermannstädtel, im Protektorat Böhmen und Mähren (auf dem Gebiet des heutigen Tschechien). Es erhielt seine Befehle von der Luftflotte 6. Es sollte in den letzten Tagen des Deutsch-Sowjetischen Krieges mit dem unterstellten I. Flak-Korps die Truppen der Heeresgruppe Mitte zur Abwehr der sowjetischen Prager Operation unterstützen. Am 8. Mai 1945, nach der bedingungslosen Kapitulation der Wehrmacht, wurde es aufgelöst.